# Блохін Сергій Євгенович
Сергій Євгенович Блохін 27 березня 1954 Дніпропетровськ — 2013) — радянський та український вчений в галузі будівельної механіки і прикладної теорії пружності.

## Біографія
У 1977 закінчив Дніпровський національний університет залізничного транспорту. Після його закінчення почав працювати і вчитися в аспірантурі Дніпропетровського відділення Інституту механіки АН УРСР під керівництвом Всеволода Лазаряна — до смерті останнього в грудні 1978.
У 1981 захистив дисертацію на здобуття наукового ступеня кандидата технічних наук, після чого почав працювати в Дніпропетровському гірничому інституті (з 1993 — Державна гірнича академія України, з 2002 — Національний гірничий університет), займаючи там послідовно посади асистента (1981-1982), доцента (1982-1990), професора (з 1990), завідувача кафедри будівельної, теоретичної та прикладної механіки (з 1993), декана механіко-машинобудівного факультету (з 1994) — до своєї смерті в 2013.
У 1989 захистив дисертацію на здобуття доктора технічних наук на тему «Динаміка тягових агрегатів та підвищення ефективності експлуатації кар'єрних потягів», яка поклала початок циклу наукових робіт, присвячених системам примусового вписування залізничних екіпажів в криві малого радіуса. До теперішнього часу автоматичні системи управління поворотом візків, запропоновані Блохіним, застосовуються на Оленегорском, Лебединському, Алмаликському і Соколовсько-Сарбайскому комбінатах.
Сергій Блохін був ініціатором створення на базі Дніпропетровського гірничого інституту галузевої науково-дослідницької лабораторії «Динаміки і міцності несучих конструкцій штучних споруд гірничо-металургійних підприємств ПІВДНЯ» Міністерства чорної металургії СРСР. Після створення в 1988 цієї лабораторії став її науковим керівником. Співробітниками лабораторії вперше в СРСР були проведені комплексні експериментальні дослідження взаємодії штучних споруд та екіпажів рухомого складу кар'єрного транспорту, досліджені питання динамічної роботи шахтних копрів, підйомних установок, галерей стрічкових конвеєрів, розглянуто комплекс завдань, що стосуються збільшених строків служби і підвищення безпеки експлуатації об'єктів шахтної поверхні.
Блохін опублікував понад 100 наукових праць, в тому числі 3 монографії. Підготував як науковий керівник п'ять кандидатів і одного доктора наук. Був членом експертної ради за галузевим машинобудуванню Вищої атестаційної комісії України.

## Нагороди та звання
- Премія імені академіка В. А. Лазаряна в області механіки (1985)
- Премія Ленінського комсомолу України (1987, технічні науки)
- Почесна грамота Кабінету Міністрів України (1999, за внесок в підготовку кадрів для гірничої промисловості)
- Знак «Шахтарська слава»
- Академік Підйомно-транспортної академії наук України